# ドルトンの法則
ドルトンの法則（ドルトンのほうそく、英語: Dalton's law）、あるいは分圧の法則とは、理想気体の混合物の圧力が各成分の分圧の和に等しいことを主張する法則である。
1801年にジョン・ドルトンにより発見された。
この法則は、気体が理想的な混合をしている系における近似法則である。理想混合系において、複数の気体からなる混合気体を容器に入れたときのある温度での圧力（全圧）は、それぞれの気体を単離して同じ容器に入れたときの同じ温度での圧力（分圧）の和に等しい。つまり、成分 i の分圧を pi とすると、全圧 p は
{\displaystyle p=p_{1}+p_{2}+\cdots =\sum _{i}p_{i}}
で与えられる。化学反応によって物質量の増減が生じないとき、理想気体の混合系は理想混合系となる。理想気体の状態方程式から、成分 i の物質量を Ni とするとき、温度 T、体積 V での分圧 pi は
{\displaystyle p_{i}={\frac {N_{i}RT}{V}}}
で与えられる。ドルトンの法則から全圧は
{\displaystyle p=\sum _{i}p_{i}=\left(\sum _{i}N_{i}\right){\frac {RT}{V}}}
となる。理想気体において状態方程式の形は気体の種類によらない。これは混合系においても同じで、容器内の気体の分子数にのみ依存し、個別の分子の種類にはよらない。また、全圧に対する分圧の比は
{\displaystyle {\frac {p_{i}}{p}}={\frac {N_{i}}{\sum _{i}N_{i}}}=x_{i}}
となり、モル分率に等しくなる。
理想混合系において、混合によるヘルムホルツエネルギーの変化はない。言い換えれば、各成分を単離した純粋系におけるヘルムホルツエネルギーの和に等しい。つまり、温度 T、体積 V、物質量 N=(Ni)i=1,2,...=(N1,N2,...) の理想混合系におけるヘルムホルツエネルギーは
{\displaystyle F(T,V,N)=F_{1}(T,V,N_{1})+F_{2}(T,V,N_{2})+\cdots =\sum _{i}F_{i}(T,V,N_{i})}
で与えられる。Fi は純粋な成分 i の系のヘルムホルツエネルギーである。
圧力はヘルムホルツエネルギーの体積による偏微分で与えられるので
{\displaystyle p(T,V,N)=-{\frac {\partial F}{\partial V}}=-\sum _{i}{\frac {\partial F_{i}}{\partial V}}}
となる。ここで
{\displaystyle p_{i}(T,V,N_{i})=-{\frac {\partial F_{i}}{\partial V}}}
は成分 i を単離して、同じ温度と体積にしたときの圧力、つまり分圧である。これを代入すればドルトンの法則が導かれる。